# Philippe IV của Pháp
Philippe IV (Tháng 4 / tháng 6 năm 1268 – 29 tháng 11 năm 1314), được gọi là Philippe Đẹp Trai (tiếng Pháp: Philippe le Bel), là một vị Vua Pháp từ 1285 đến khi qua đời (là vị quân chủ thứ 11 từ Triều đại Capet). Ông kết hôn với Juana I của Navarra, vì vậy cũng được coi là Vua Navarra như Felipe I của Navarra từ 1284 tới 1305, Cũng như Bá tước của Champagne. Mặc dù Philippe – biệt danh le Bel ("đẹp trai") – được biết đến với ngoại hình điển trai, nhưng tính cách cứng nhắc và thiếu linh hoạt trong cách trị quốc đã mang lại cho ông (từ người bạn và kẻ thù tương tự) những biệt danh khác, như Vua sắt (tiếng Pháp: le Roi de fer). Đối thủ hung dữ của ông, Bernard Saisset, giám mục của Pamiers, nói về ông: "ông không phải là người cũng không phải thú dữ. Ông là một bức tượng."
Philippe đã dựa vào những công chức khéo léo, như Guillaume de Nogaret và Enguerrand de Marigny, để cai trị vương quốc chứ không phải là quý tộc của mình. Philip và các cố vấn của ông là những người vô cùng quan trọng trong việc chuyển đổi nước Pháp từ một quốc gia phong kiến sang một nhà nước tập trung. Philippe, người đã tìm kiếm một chế độ quân chủ chưa được kiểm chứng đã vô tình ép buộc các chư hầu của mình phải chịu chiến tranh và hạn chế về chế độ phong kiến. Tham vọng của ông ấy khiến ông có ảnh hưởng lớn trong các vấn đề chính trị châu Âu. Mục tiêu của Philippe là đặt người thân của mình lên ngai vàng nước ngoài. Các hoàng tử từ nhà của ông cai trị ở Napoli và Hungary. Ông đã cố gắng nhưng thất bại trong việc đưa người thân khác trong Hoàng gia trở thành Hoàng đế La Mã thần thánh. Ông bắt đầu bước tiến dài của Pháp về phía đông bằng cách kiểm soát những kẻ đáng sợ rải rác khắp đất nước này.
Tuy thế, trong thời kì trị vì, ông vẫn không tránh khỏi những sai lầm nghiêm trọng: Những xung đột đáng chú ý nhất trong triều đại của Philip bao gồm tranh chấp với người Anh về sự xâm chiếm của vua Edward I ở tây nam nước Pháp, và một cuộc chiến với người Flemish, người đã nổi dậy chống lại chính quyền hoàng gia Pháp và khiến ông nhục nhã trong Trận chiến Golden Spurs năm 1302. Trong 1306, Philip trục xuất người Do Thái khỏi Pháp, và năm 1307, ông đã hủy bỏ lệnh của Hiệp sĩ Templar. Ông mắc nợ cả hai nhóm và coi họ là một "bang trong bang". Để tăng cường hơn nữa chế độ quân chủ, Philip đã cố gắng kiểm soát các giáo sĩ Pháp, dẫn đến một cuộc xung đột bạo lực với Giáo hoàng Boniface VIII. Cuộc xung đột này đã dẫn đến việc chuyển tòa án giáo hoàng sang vùng đất Avignon vào năm 1309.
Những năm cuối cùng của cuộc đời, Philip đã chứng kiến một vụ bê bối giữa hoàng gia, được gọi là vụ Tour de Nesle, trong đó ba cô con dâu của Philip bị buộc tội ngoại tình. Ba người con trai của ông là những vị vua liên tiếp của Pháp, Louis X, Philip V và Charles IV. Sự qua đời lần lượt của họ mà không có con trai sống sót đã làm tổn hại đến tương lai của hoàng gia Pháp, điều mà cho đến lúc nước Anh đòi quyền lên ngôi, gây ra một ngọn nguồn cho cuộc chiến tranh thảm khốc, Chiến tranh trăm năm (1337-1453), cũng vì thế mà vương triều nhánh chính Capet bị tuyệt tự, khiến cho Philip VI lên ngôi lập nên nhánh phụ và triều đại Valois.

## Vương tử Pháp
Là một thành viên của Nhà Capet, Philip được sinh ra trong pháo đài thời trung cổ của Fontainebleau (Seine-et-Marne) của Philip III tương lai, gọi là The Bold, và người vợ đầu tiên của ông, Isabel xứ Aragón. Ông là con trai thứ hai trong bốn người con trai sinh ra. Cha ông là người thừa kế của Pháp thời bấy giờ, là con trai cả của Vua Louis IX (còn được gọi là Thánh Louis).

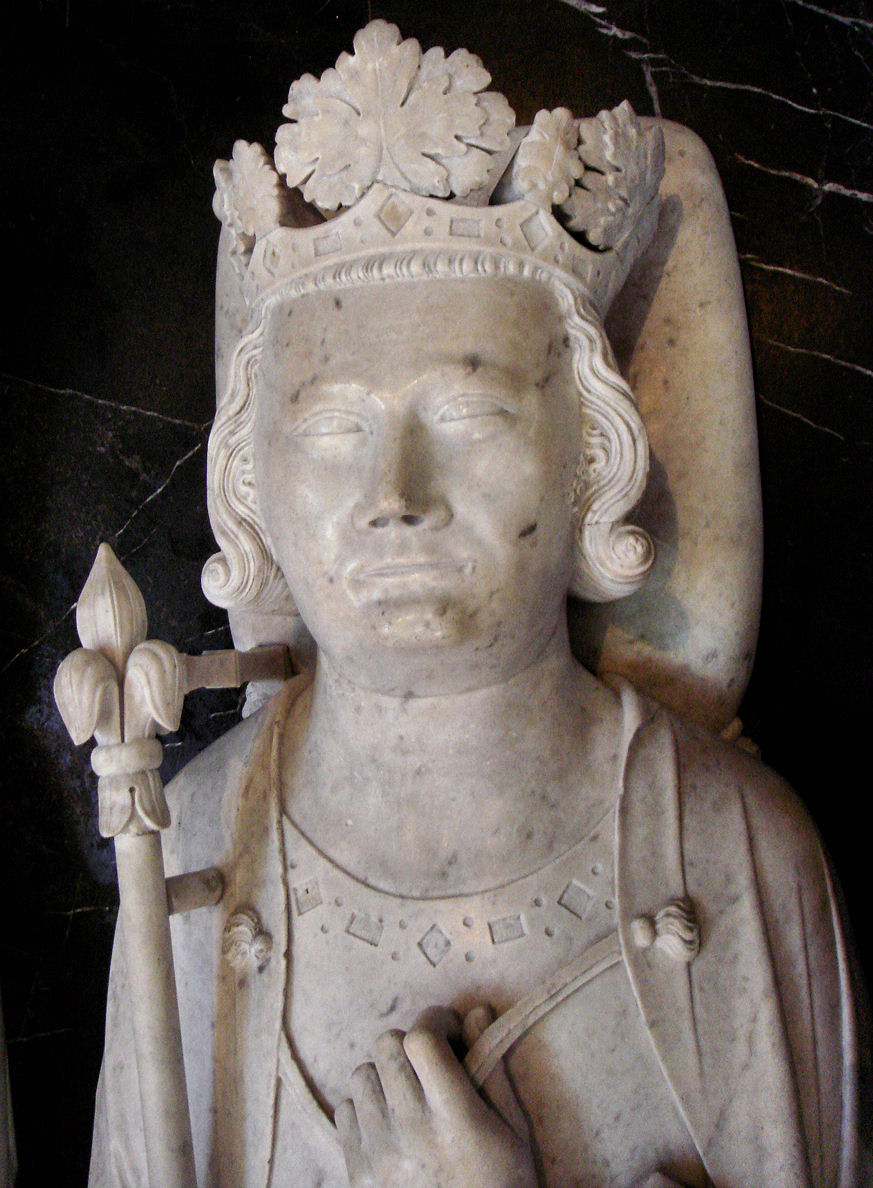
Tượng của Philip IV trong Vương cung thánh đường Saint-Denis

Vào tháng 8 năm 1270, khi Philip lên hai tuổi, ông nội ông qua đời khi đang ở trong Thập tự chinh do mắc bệnh đại dịch, cha ông trở thành vua và anh trai Louis của ông trở thành người thừa kế. Chỉ năm tháng sau, vào tháng 1 năm 1271, mẹ của Philip qua đời sau khi ngã ngựa; Isabelle đang mang thai đứa con thứ năm vào thời điểm đó và chưa được trao vương miện bên cạnh chồng. Vài tháng sau, một trong những em trai của Philip, Robert, cũng qua đời. Cha của Philip cuối cùng đã lên ngôi vua tại Rheims vào ngày 15 tháng 8 năm 1271. Sáu ngày sau, Philip III lại kết hôn; Mẹ kế của Philip là Marie, con gái của công tước xứ Brabant.
Vào tháng 5 năm 1276, anh trai của Philip, Louis qua đời, và Philip 8 tuổi trở thành người thừa kế. Người ta nghi ngờ rằng Louis đã bị đầu độc, và mẹ kế của Philip, Marie của Brabant, đã bị nghi xúi giục giết người. Một lý do cho những tin đồn này là việc nữ hoàng đã sinh con trai đầu lòng vào tháng Louis qua đời. Tuy nhiên, cả Philip và người em trai Charles còn sống sót đều sống tốt đến tuổi trưởng thành và nuôi nấng gia đình lớn của riêng mình. Thậm chí con trai của em trai ông còn lên làm vua.
Phần học thuật trong giáo dục của Philip được giao cho Guillaume d'Ercuis, người bạn quân sự đồng hành của cha ông.
Sau cuộc Thập tự chinh Aragon không thành công của cha ông nhằm chống lại Peter III của Aragon kết thúc vào tháng 10 năm 1285, Philip có thể đã đàm phán một thỏa thuận với Peter về việc rút quân đội Thập tự chinh an toàn. Hiệp ước này được chứng thực bởi các biên niên sử xứ Catalan. Joseph Strayer chỉ ra rằng một thỏa thuận như vậy có lẽ là không cần thiết, vì Peter có rất ít lợi ích từ việc khiêu khích một trận chiến với người Pháp rút lui hoặc chọc giận Philip trẻ, người có quan hệ thân thiện với Aragon thông qua mẹ anh.
Philip kết hôn với Nữ hoàng Juana I của Navarra (1272-1305) vào ngày 16 tháng 8 năm 1284. Hai người đã dành hết cho nhau tình cảm và hết lòng với nhau nên Philip đã từ chối tái hôn sau sự ra đi đột ngột của Joan vào năm 1305, bất chấp những phần thưởng chính trị và tài chính tuyệt vời. Lợi ích chính trị chính của cuộc hôn nhân là sự thừa kế của Joan đối với Champagne và Brie, nằm liền kề với hoàng gia Demesne ở Ile-de-France, và do đó, đã được hợp nhất với vùng đất của nhà vua, mở rộng được vương quốc của ông.Việc sáp nhập tỉnh Champagne giàu có cũng như vương quốc Navarra vào Ngai vàng Pháp đã làm tăng đáng kể doanh thu của hoàng gia, xóa bỏ quyền tự trị của một mối quan hệ bán độc lập lớn và lãnh thổ hoàng gia mở rộng về phía đông. Philip cũng đã giành được Lyon cho Pháp vào năm 1312.
Navarra vẫn ở trong liên minh cá nhân với Pháp, bắt đầu vào năm 1284 dưới thời Philip và Joan, cũng như những con trai của họ trong 44 năm. Vương quốc Navarra ở Pyrenees nghèo nhưng có tầm quan trọng chiến lược. Khi vào năm 1328, dòng Capetian bị tuyệt chủng, vua của vương triều Valois mới, Philip VI, đã cố gắng sáp nhập vĩnh viễn các vùng đất vào Pháp, đền bù cho người yêu sách hợp pháp, Juana II của Navarra, (cháu nội và là người thừa kế cao cấp của Philip IV), với những vùng đất khác ở Pháp. Tuy nhiên, áp lực từ gia đình của Joan II đã khiến Phillip VI giao lại vùng đất cho Joan vào năm 1329, và những người cai trị Navarra và Pháp lại là những cá nhân khác nhau và bị tách ra, mãi cho đến khi Henry III của Navarra lên ngôi vua Pháp thì cả 2 vương quốc này mới được sáp nhập trở lại.

## Trị vì
Sau khi kết hôn với Juana I của Navarra, trở thành Felipe I của Navarra, Philip lên ngôi vua ở tuổi 17. Ông lên ngôi vào ngày 6 tháng 1 năm 1286 tại Reims. Là một vị vua, Philip quyết tâm củng cố chế độ quân chủ bằng bất cứ giá nào. Ông tin tưởng, hơn bất kỳ người tiền nhiệm nào, vào một bộ máy chuyên nghiệp của các nhà pháp lý. Đối với công chúng, ông giữ thái độ xa cách, và để lại các chính sách cụ thể, đặc biệt là những chính sách không phổ biến, cho các bộ trưởng của ông; như vậy, ông được những người đương thời gọi là "con cú vô dụng", trong số đó có Đức cha Saisset. Triều đại của ông đánh dấu sự chuyển đổi ở Pháp từ một chế độ quân chủ lôi cuốn - có thể sụp đổ trong một triều đại bất tài, đến một vương quốc quan liêu hơn, một động thái, theo một cách đọc lịch sử nhất định, theo hướng hiện đại.

## Chính sách đối ngoại và những cuộc chiến tranh

### Chiến tranh chống lại nước Anh
Là công tước của Aquitaine, Vua Anh Edward I là chư hầu của Philip, nên phải tỏ lòng tôn kính. Sau sự sụp đổ của Acre năm 1291, các đồng minh cũ bắt đầu thể hiện sự bất đồng quan điểm.
Năm 1293, sau một sự cố hải quân giữa người Anh và người Norman, Philip đã triệu tập Edward tới tòa án Pháp. Nhà vua Anh đã tìm cách thương lượng vấn đề thông qua các đại sứ được gửi đến Paris, nhưng họ đã từ chối với một lời từ chối thẳng thừng. Philip nói với Edward với tư cách như một công tước, một chư hầu và không gì khác, bất chấp những hàm ý quốc tế về mối quan hệ giữa Anh và Pháp, nhưng không phải là vấn đề nội bộ liên quan đến chư hầu Pháp của Philip.
Tiếp theo Edward đã cố gắng sử dụng các kết nối gia đình để đạt được những gì chính trị không có. Edward đã gửi anh trai Edmund Crouchback, người anh em họ của Philip cũng như cha dượng của mình, để cố gắng đàm phán với hoàng gia Pháp và ngăn chặn chiến tranh. Ngoài ra, Edward vào thời điểm đó đã trở thành người được ủy quyền bởi chị gái của Philip, Blanche, và trong trường hợp các cuộc đàm phán thành công, Edmund đã hộ tống Blanche trở về Anh để cưới Edward.

Một thỏa thuận đã thực sự đạt được; thoả thuận tuyên bố rằng Edward sẽ tự nguyện giao lại vùng đất lục địa của mình cho Philip như một dấu hiệu phục tùng trong khả năng của anh ta với tư cách là công tước của Aquitaine. Đổi lại, Philip sẽ tha thứ cho Edward và khôi phục lại vùng đất của ông sau một thời gian ân hạn. Trong vấn đề hôn nhân, Philip đã lái một món hời lớn dựa một phần vào sự khác biệt về tuổi tác giữa Edward và Blanche; người ta đã đồng ý rằng tỉnh Gascony sẽ được Philippe giữ lại để đổi lấy việc đồng ý kết hôn. Ngày của đám cưới cũng được hoãn lại cho đến khi hình thức sắp xếp lại và cấp lại vùng đất Pháp cho Edward được hoàn thành.

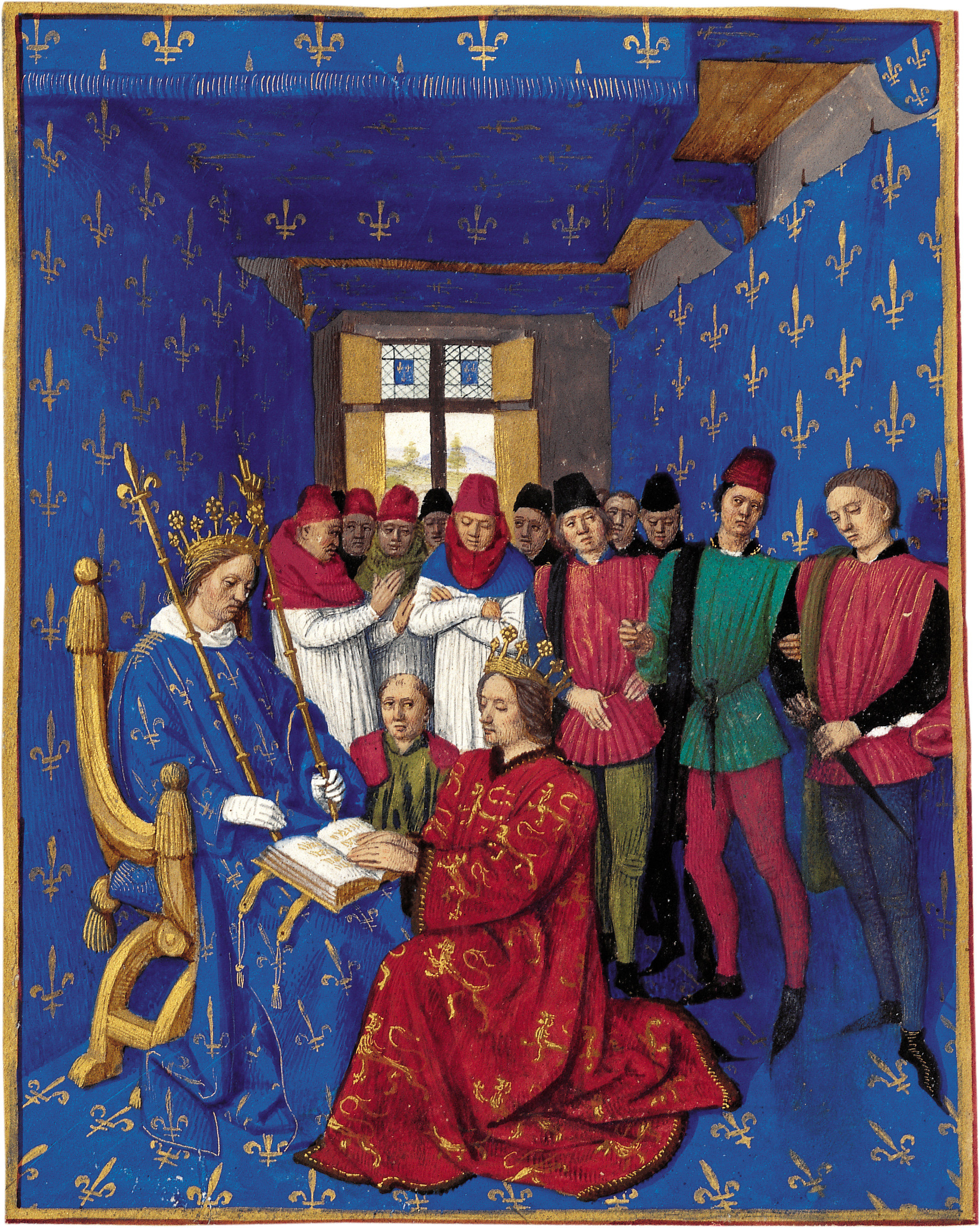
Sự tôn kính Edward I (quỳ) đến Philippe IV (ngồi). Là Công tước Aquitaine, Edward là chư hầu của vua Pháp. Tranh được làm từ thế kỷ 15.

Nhưng Edward, Edmund và người Anh đã bị lừa dối. Người Pháp không có ý định trả lại đất cho quốc vương Anh. Edward giữ một phần của thỏa thuận và chuyển giao tài sản lục địa của mình cho người Pháp. Tuy nhiên, Philippe đã lấy cớ rằng nhà vua Anh đã từ chối giấy triệu tập của mình để tước Edward tất cả tài sản của anh ta ở Pháp, do đó bắt đầu chiến sự với Anh.
Sự bùng nổ chiến sự với Anh năm 1294 là kết quả tất yếu của các chế độ quân chủ bành trướng cạnh tranh được kích hoạt bởi một hiệp ước bí mật của Pháp-Scotland về sự hỗ trợ lẫn nhau chống lại Edward I; các chiến dịch không có hồi kết để kiểm soát Gascony, phía tây nam nước Pháp đã chiến đấu 1294-1298 và 1300 -1303. Philippe có được Guienne nhưng sau đó buộc phải trả lại. Việc tìm kiếm thu nhập để trang trải chi phí quân sự đã đặt dấu ấn lên triều đại của Philippe và danh tiếng của ông vào thời điểm đó.
Theo các điều khoản của Hiệp ước Paris năm 1303, cuộc hôn nhân của con gái của Philip là Isabelle với Thân vương xứ Wales, người thừa kế của Edward I, đã được tổ chức tại Boulogne, ngày 25 tháng 1 năm 1308 có nghĩa là một động thái để hòa bình; thay vào đó, sẽ tạo ra một người yêu sách tiếng Anh cuối cùng lên chính ngai vàng Pháp và Chiến tranh Trăm năm.

### Trận Flanders
Philip phải chịu một sự rắc rối lớn khi một đội quân gồm 2.500 người đàn ông quý tộc (hiệp sĩ và đội quân) và 4.000 bộ binh mà ông phái đến để trấn áp một cuộc nổi dậy ở Flanders đã bị đánh bại trong Trận chiến Golden Spurs gần Kortrijk vào ngày 11 tháng 7 năm 1302. Với năng lượng cho sự sỉ nhục và Trận chiến của Mons-en-Pévèle diễn ra sau đó hai năm thì kết thúc bằng một chiến thắng quyết định của Pháp. Do đó, vào năm 1305, Philip đã buộc người Flemish chấp nhận một hiệp ước hòa bình khắc nghiệt; hòa bình chính xác đền bù nặng nề và hình phạt nhục nhã, và thêm vào lãnh thổ hoàng gia các thành phố vải giàu có của thành phố Lille, Douai và Bethune, nơi diễn ra các hội chợ vải lớn. Béthune, nơi đầu tiên của các thành phố Flemish, được trao cho Mahaut, Nữ bá tước Artois, bà có hai cô con gái, để bảo đảm lòng chung thủy của cô với hoàng gia, đã kết hôn với hai con trai của Philip.

### Thập tự chinh và ngoại giao với Mông Cổ
Philip có nhiều liên hệ khác nhau với cường quốc Mông Cổ ở Trung Đông, bao gồm cả việc tiếp đón tại đại sứ quán của nhà sư Uyghur Rabban Bar Sauma, xuất thân từ triều đại Nguyên của Trung Quốc. Bar Sauma đã đưa ra một đề nghị của một liên minh Pháp-Mông Cổ với Arghun của Mongol Ilkhanate ở Baghdad. Arghun đang tìm cách gia nhập lực lượng giữa người Mông Cổ và người châu Âu, chống lại kẻ thù chung của họ là người Hồi giáo Mamluks. Đổi lại, Arghun đề nghị trả lại Jerusalem cho các Kitô hữu, một khi nó được chiếm lại từ Hồi giáo. Philip dường như đã phản ứng tích cực với yêu cầu của đại sứ quán, bằng cách gửi một trong những quý tộc của mình, Gobert de Helleville, đi cùng Bar Sauma trở lại vùng đất Mông Cổ. Có thêm sự đồng thuận giữa Arghun và Philip vào năm 1288 và 1289, hợp tác quân sự tiềm năng. Tuy nhiên, Philip không bao giờ thực sự theo đuổi các kế hoạch quân sự như vậy.
Vào tháng 4 năm 1305, nhà cai trị Mông Cổ mới Öljaitü đã gửi thư cho Philip, Giáo hoàng và Edward I của Anh. Ông một lần nữa đề nghị hợp tác quân sự giữa các quốc gia Kitô giáo ở châu Âu và Mông Cổ chống lại người Mamluks. Các quốc gia châu Âu đã cố gắng thực hiện một cuộc thập tự chinh khác nhưng bị trì hoãn, và nó không bao giờ diễn ra. Vào ngày 4 tháng 4 năm 1312, một cuộc Thập tự chinh khác đã được ban hành tại Hội đồng Vienne. Vào năm 1313, Philip "lấy thập tự giá", thề sẽ tiếp tục cuộc Thập tự chinh ở Levant, vì vậy ông đã đáp lại lời kêu gọi của Giáo hoàng Clement V. Tuy nhiên, ông đã được cảnh báo chống lại bởi Enguerrand de Marigny và qua đời ngay sau đó trong một tai nạn săn bắn.

## Tài chính và tôn giáo

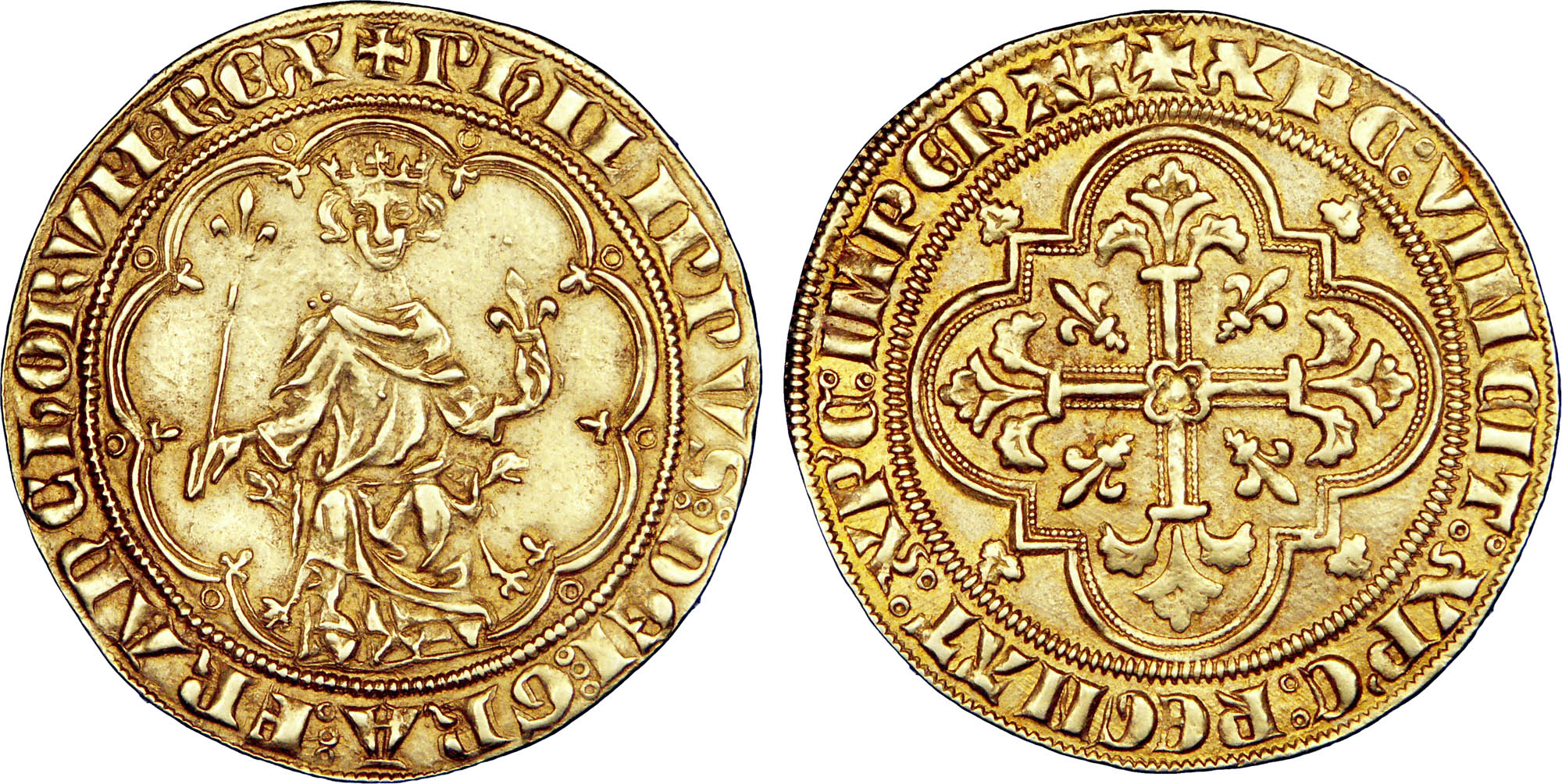
Masse d'or (7,04 gram) dưới triều đại của Philip.

### Khoản nợ thâm hụt và kinh tế
Theo Philip IV, doanh thu thông thường hàng năm của chính phủ hoàng gia Pháp tổng cộng khoảng 860.000 livres tournois, (viết tắt là LT), tương đương với 46 tấn bạc, tổng doanh thu gấp khoảng hai lần doanh thu thông thường. Khoảng 30% doanh thu được thu thập từ hoàng gia. Cơ quan quản lý tài chính hoàng gia sử dụng có lẽ 3.000 người, nhưng trong đó chỉ khoảng 1.000 là quan chức theo đúng nghĩa. Sau khi lên ngôi, Philip đã mắc một khoản nợ khá lớn từ cuộc chiến của cha mình với Aragon. Đến tháng 11 năm 1286, khoản nợ đã đạt 8 tấn bạc cho các nhà tài chính chính của mình, Khoản nợ này đã nhanh chóng được trả hết và vào năm 1287 và 1288, vương quốc của Philip đã điều hành thặng dư ngân sách.
Sau năm 1289, sự suy giảm sản lượng bạc của Sachsen, kết hợp với các cuộc chiến của Philip chống lại Aragon, Anh và Flanders, đã đẩy chính phủ Pháp vào tình trạng thâm hụt tài khóa. Cuộc chiến chống lại Aragon, được thừa hưởng từ cha của Philip, đòi hỏi phải chi 1,5 triệu LT (livres tournois) và cuộc chiến tranh 1294-1299 chống lại Anh đối với Gascony thêm 1,73 triệu LT. Các khoản vay từ Chiến tranh Aragon vẫn đang được trả lại vào năm 1306. Để bù đắp thâm hụt, Giáo hoàng Nicholas IV năm 1289 đã cho phép Philip thu thập một phần mười 152.000 LP (livres parisis) từ vùng đất của Giáo hội ở Pháp.Với doanh thu 1,52 triệu LP, nhà thờ ở Pháp có nguồn tài chính lớn hơn chính phủ hoàng gia, với doanh thu thông thường vào năm 1289 lên tới 595.318 LP và tổng doanh thu lên 1,2 triệu LP. Đến tháng 11 năm 1290, thâm hụt đứng ở mức 6% doanh thu. Năm 1291, ngân sách đã quay trở lại thăng dư chỉ để rơi vào tình trạng thâm hụt trở lại vào năm 1292.
Sự thâm hụt liên tục đã khiến Philip ra lệnh bắt giữ các thương nhân ở Bologna, người trước đó đã cho anh ta vay tiền rất nhiều về cam kết trả nợ từ thuế trong tương lai. Tài sản của người Oliver đã bị tịch thu bởi các đặc vụ của chính phủ và vương miện đã trích xuất 250.000 LT bằng cách buộc người Oliver trả tiền để làm người có quốc tịch Pháp. Bất chấp biện pháp hà khắc này, thâm hụt vẫn tiếp tục tăng lên vào năm 1293. Đến năm 1295, Philip đã thay thế các Hiệp sĩ Templar bằng các chủ ngân hàng Florentine Franzesi làm nguồn tài chính chính của mình. Người Ý có thể tăng các khoản vay khổng lồ vượt xa khả năng của các Hiệp sĩ và Philip ngày càng dựa vào họ nhiều hơn. Kho báu hoàng gia đã được chuyển từ Đền thờ Paris đến Louvre trong khoảng thời gian này.

### Hạ giá kinh tế

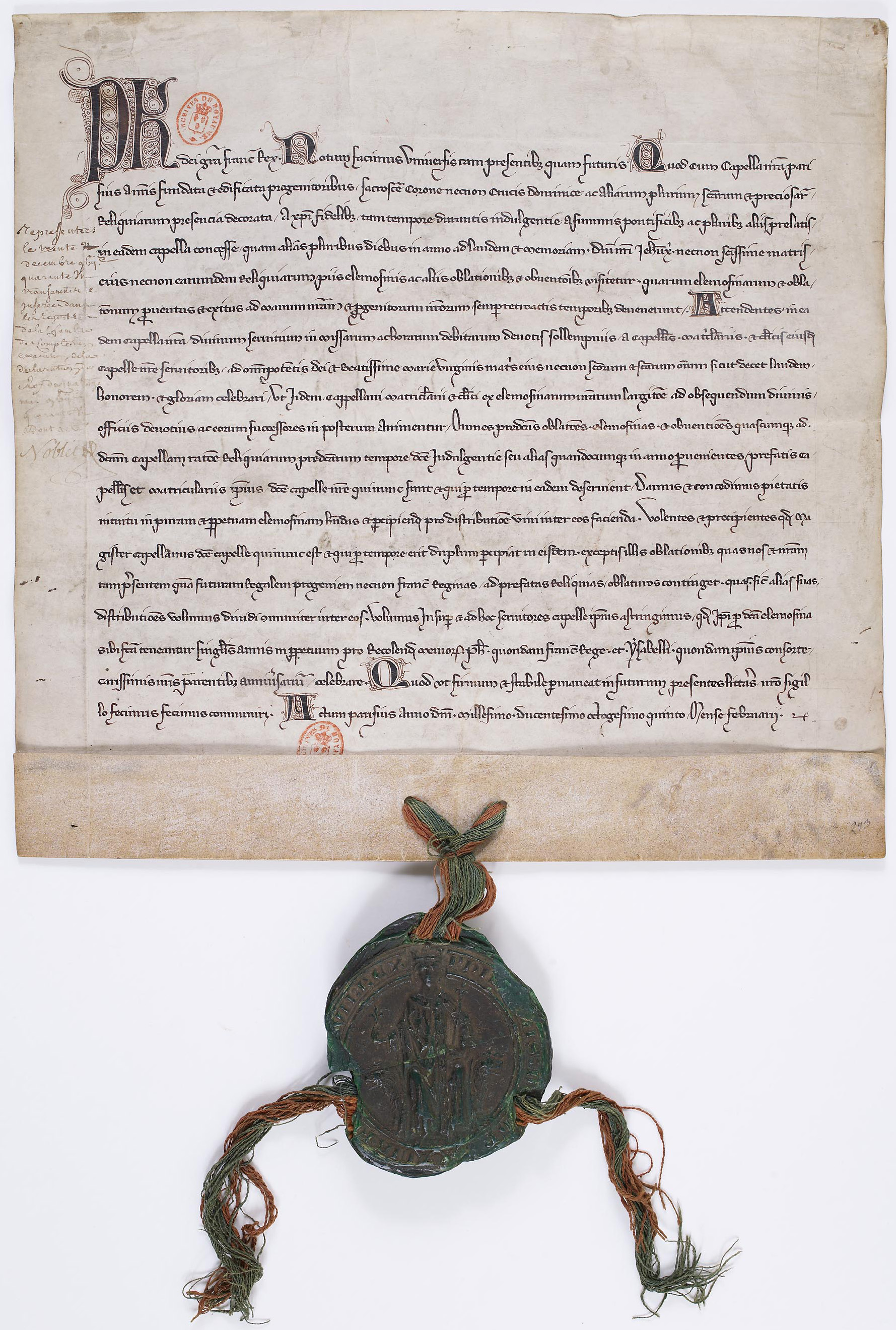
Sự quyên góp được thực hiện bởi Quốc vương Pháp, Philip IV, cho các giáo sĩ và người canh gác của Pháp-Pháp tại Paris. Tháng 12 năm 1286

Năm 1294, Pháp tiến hành chiến tranh chống lại Anh và năm 1297, Flanders tuyên bố độc lập khỏi Pháp. Đến năm 1295, để trả tiền cho các cuộc chiến liên tục của mình, Philip không còn cách nào khác là phải vay thêm và gỡ tiền bằng cách giảm hàm lượng bạc hiện nó. Điều này dẫn đến sự biến mất bất ngờ của bạc từ Pháp vào năm 1301. Khấu hao tiền tệ đã cung cấp cho vương miện 1,419 triệu LP từ tháng 11 năm 1296 đến Giáng sinh 1299, quá đủ để trang trải chi phí chiến tranh là 1,066 triệu LP trong cùng thời kỳ.
Sự mất giá đã tàn phá xã hội Pháp cuối thế kỉ XIII. Đi kèm với lạm phát mạnh mẽ, đã làm hỏng thu nhập thực tế của các chủ nợ như tầng lớp quý tộc và Giáo hội, người đã nhận được một loại tiền tệ yếu hơn để đổi lấy các khoản vay mà họ đã phát hành bằng một loại tiền tệ mạnh hơn. Các tầng lớp thấp hơn mắc nợ không được hưởng lợi từ sự mất giá, vì lạm phát cao đã ăn vào tiền của họ. Kết quả là, bất ổn xã hội. Đến ngày 22 tháng 8 năm 1303, thông lệ này đã dẫn đến sự mất đi hai phần ba giá trị của đồng loại, sous và deniers đang lưu hành.
Thất bại trong trận chiến Golden Spurs năm 1302 là một đòn giáng mạnh vào tài chính Pháp, làm giảm giá trị của đồng tiền Pháp tới 37% trong 15 tháng sau đó. Chính phủ hoàng gia đã phải ra lệnh cho các quan chức và các đối tượng cung cấp tất cả hoặc một nửa, tương ứng các tàu bạc của họ để đúc thành tiền. Thuế mới đã được đánh thuế để trả chỗ cho thâm hụt. Khi mọi người cố gắng chuyển sự giàu có của họ ra khỏi đất nước dưới hình thức phi tiền tệ, Philip đã cấm xuất khẩu hàng hóa mà không có sự chấp thuận của hoàng gia. Nhà vua đã nhận được một thập tự chinh khác từ giáo hoàng và trả lại kho báu hoàng gia cho Đền thờ để có được các Hiệp sĩ Templar như chủ nợ của mình một lần nữa.

### Đánh giá kinh tế
Sau khi đưa Chiến tranh Flemish đến một kết luận chiến thắng vào năm 1305, Philip vào ngày 8 tháng 6 năm 1306 đã ra lệnh cho hàm lượng bạc của đồng tiền mới được nâng trở lại mức 1285 của nó là 3,96 gram bạc mỗi lần. Để hài hòa sức mạnh của các loại tiền tệ cũ và mới, đồng tiền bị gỡ lỗi của 1303 đã bị mất giá theo hai phần ba. Các con nợ bị buộc phải trừng phạt bởi sự cần thiết phải trả các khoản vay của họ bằng loại tiền mới, mạnh. Điều này đã dẫn đến bạo loạn ở Paris vào ngày 30 tháng 12 năm 1306, buộc Philip phải tìm nơi ẩn náu trong Đền thờ Paris, trụ sở của Hiệp sĩ Templar.
Có lẽ tìm cách kiểm soát bạc của người Do Thái để đánh giá lại có hiệu lực, Philip đã ra lệnh trục xuất người Do Thái vào ngày 22 tháng 7 năm 1306 và tịch thu tài sản của họ vào ngày 23 tháng 8, thu được ít nhất 140.000 LP với biện pháp này. Khi người Do Thái đi vắng, Philip đã chỉ định những người bảo vệ hoàng gia để thu thập các khoản vay do người Do Thái thực hiện, và tiền được chuyển cho Vương miện. Tuy vậy đề án đã không hoạt động tốt. Người Do Thái được coi là tương đối trung thực, trong khi Hoàng gia nhà vua không được mọi người ủng hộ. Cuối cùng, vào năm 1315, vì "sự kêu ca của người dân", người Do Thái đã được mời trở lại với lời đề nghị 12 năm cư trú được bảo đảm, không có sự can thiệp của chính phủ. Năm 1322, người Do Thái bị trục xuất một lần nữa bởi người kế vị của nhà vua, người không tôn trọng cam kết của ông.
Philip bị đối thủ của mình, Giáo hoàng Boniface VIII lên án vì lối sống tiêu xài hoang phí. Khi ông cũng đánh thuế đối với giáo sĩ Pháp một nửa thu nhập hàng năm của mình, ông đã gây ra một vụ náo động trong Giáo hội Công giáo và giáo hoàng, khiến Giáo hoàng Boniface VIII phải ban hành con bò Clericis Laicos (1296), cấm chuyển nhượng bất kỳ tài sản nào của nhà thờ Vương miện Pháp. Điều này đã thúc đẩy một cuộc chiến ngoại giao rút ra giữa Giáo hội và Vua.
Philip đã triệu tập một hội đồng giám mục, quý tộc và tư sản lớn của Paris để lên án Giáo hoàng. Tiền thân của Đại tướng Estates xuất hiện lần đầu tiên trong triều đại của ông, một thước đo về tính chuyên nghiệp và trật tự mà các bộ trưởng của ông được đưa vào chính phủ. Hội nghị này, bao gồm các giáo sĩ, quý tộc và những người chăn nuôi, đã hỗ trợ cho Philip. Boniface đã trả thù với con bò nổi tiếng Unam Sanctam (1302), một tuyên bố về uy quyền của giáo hoàng. Philip đã giành được một chiến thắng, sau khi đã gửi điệp viên Guillaume de Nogaret của mình để bắt giữ Boniface tại Anagni. Giáo hoàng đã trốn thoát nhưng qua đời ngay sau đó. Đức tổng giám mục người Pháp, Bertrand de Goth, được bầu làm giáo hoàng với tư cách là Clement V và do đó bắt đầu gọi là Captivity của Babylon (1309-76), trong đó vị trí chính thức của giáo hoàng đã chuyển đến Avignon, một vùng đất được bao quanh bởi các lãnh thổ Pháp, và đã chịu sự kiểm soát của Pháp.

## Sự đàn áp của Hiệp sĩ Templar

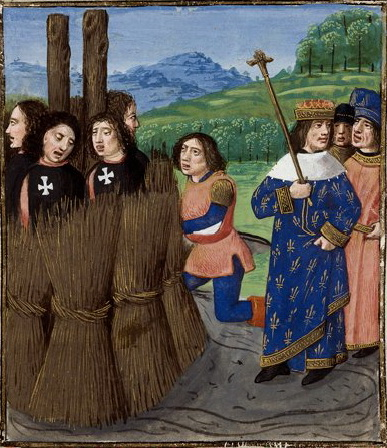
Cảnh các hiệp sĩ Templar bị thêu sống. Bức vẽ năm 1480.

Philip thực sự mắc nợ Hiệp sĩ Templar, một trật tự quân sự tu viện với vai trò ban đầu là người bảo vệ người hành hương Kitô giáo ở Đông Latin đã bị thay thế phần lớn bởi ngân hàng và các hoạt động thương mại khác vào cuối thế kỷ 13. Khi sự phổ biến của Thập tự chinh đã giảm, sự ủng hộ cho các mệnh lệnh quân sự đã suy yếu, và Philip đã sử dụng một lời phàn nàn bất mãn đối với Hiệp sĩ Templar như một cái cớ để chống lại toàn bộ tổ chức khi nó tồn tại ở Pháp, một phần để giải thoát khỏi các khoản nợ của mình. Các động cơ khác dường như bao gồm mối quan tâm về việc dị giáo, khẳng định sự kiểm soát của Pháp đối với một Giáo hoàng suy yếu, và cuối cùng, thay thế các quan chức hoàng gia cho các sĩ quan của Đền thờ trong việc quản lý tài chính của chính phủ Pháp. Các nghiên cứu gần đây nhấn mạnh các động lực chính trị và tôn giáo của Philip Hội chợ và các bộ trưởng của ông (đặc biệt là Guillaume de Nogaret). Dường như, với "sự khám phá" và đàn áp "dị giáo của Templar", chế độ quân chủ của triều đại Capetian đã tự cho mình là nền tảng huyền bí của chế độ thần quyền giáo hoàng. Vụ án Đền thờ là bước cuối cùng của một quá trình chiếm đoạt những nền tảng này, đã bắt đầu với sự rạn nứt của Giáo hoàng tại thời Boniface VIII. Là người bảo vệ cuối cùng của đức tin Công giáo, vua Capetian đã được đầu tư với chức năng giống như Chúa Kitô đưa ông lên trên giáo hoàng. Những gì đã bị đe doạ trong phiên tòa của Templar, sau đó, là việc thành lập một "nền thần quyền hoàng gia".

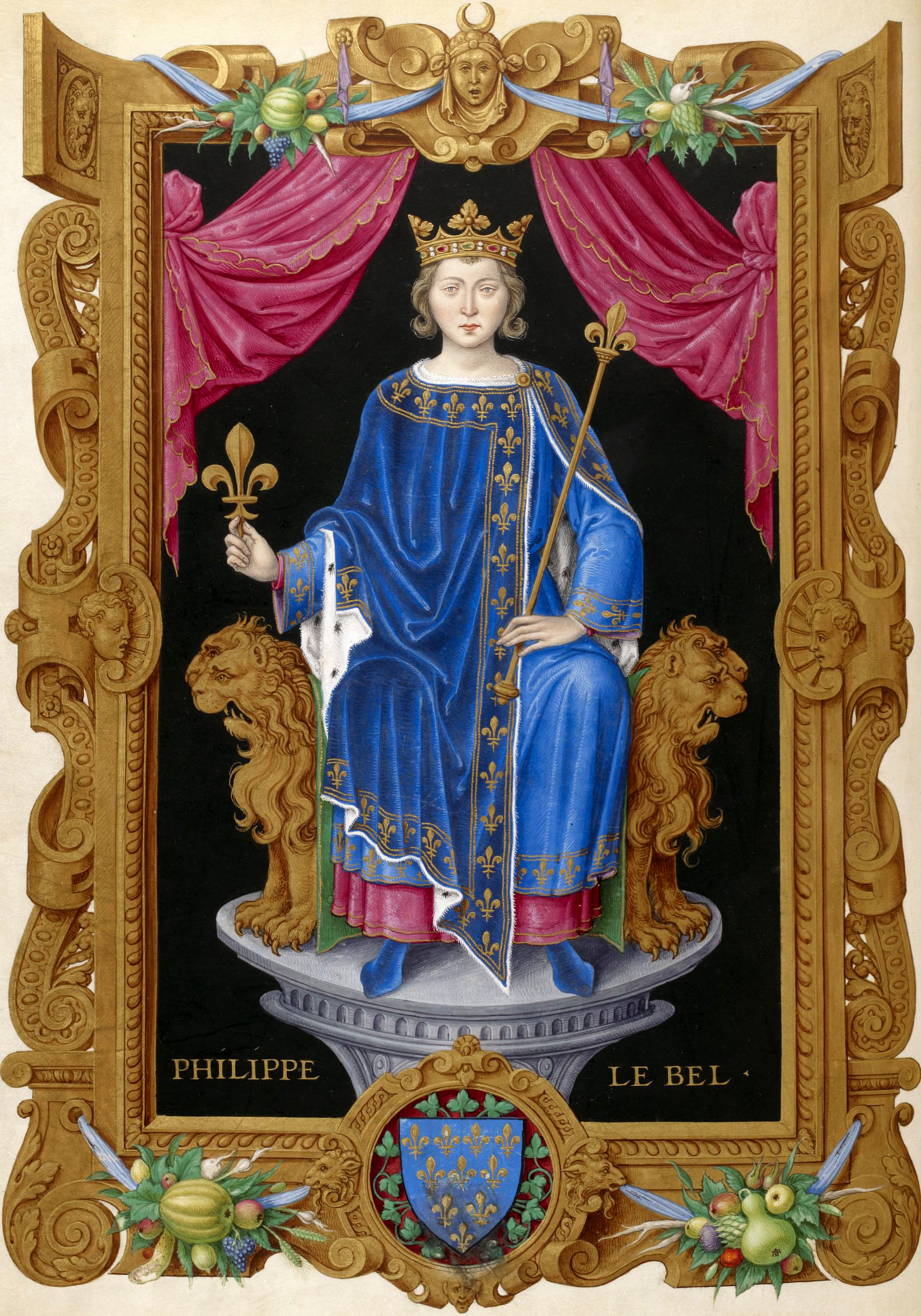
Philip IV trong Recueil des rois de France, bởi Jean Du Tillet, 1550.

Vào buổi sáng ngày thứ Sáu, ngày 13 tháng 10 năm 1307, hàng trăm Hiệp sĩ ở Pháp đã bị bắt giữ bởi các đặc vụ của Hội chợ Philip, sau đó bị tra tấn để thừa nhận dị giáo trong Order. Các Hiệp sĩ Templar được cho là chỉ có thể trả lời được với Giáo hoàng, nhưng Philip đã sử dụng ảnh hưởng của mình đối với Clement V, người chủ yếu là cầm đồ của ông, để giải tán tổ chức. Giáo hoàng Clement đã cố gắng tổ chức các thử nghiệm thích hợp, nhưng Philip đã sử dụng những lời thú tội bị ép buộc trước đó để đốt cháy nhiều Templar trước khi họ có thể phòng thủ thích hợp.

Vào tháng 3 năm 1314, Philip có Jacques de Molay, Chưởng môn cuối cùng của Đền thờ và Geoffroi de Charney, Preceptor xứ Normandy, bị đốt cháy tại cọc. Một tài khoản của sự kiện diễn ra như sau:
Các hồng y đã thực hiện nghĩa vụ của mình cho đến tháng 3 năm 1314, ('ngày chính xác bị tranh cãi bởi các học giả') khi, trên một giàn giáo trước nhà thờ Đức Bà, Jacques de Molay, Đại sư Templar, Geoffroi de Charney, Master of Normandy, [ [Hugues de Pairaud | Hugues de Peraud]], Người truy cập của Pháp và Godefroi de Gonneville, Master of Aquitaine, được đưa ra khỏi nhà tù trong gần bảy năm họ đã ở, để nhận bản án được các hồng y đồng ý, kết hợp với Tổng giám mục Sens và một số linh mục khác mà họ đã kêu gọi. Xem xét các tội mà thủ phạm đã thú nhận và xác nhận, việc đền tội được áp dụng theo quy định - đó là tù vĩnh viễn. Vụ việc đáng lẽ phải được kết thúc khi, sự mất tinh thần của các linh mục và sự băn khoăn của đám đông đã tập hợp, de Molay và Geoffroi de Charney nảy sinh. Họ đã phạm tội, họ nói, không phải vì những tội ác bị buộc tội với họ, mà là về cơ bản phản bội Dòng họ để cứu lấy mạng sống của chính họ. Đó là thuần khiết và thánh thiện; các cáo buộc là hư cấu và lời thú tội sai. Vội vàng, các hồng y đã đưa họ đến Prevot of Paris, và đã nghỉ hưu để cân nhắc về tình huống bất ngờ này, nhưng họ đã được cứu tất cả rắc rối. Khi tin tức được chuyển đến Philippe, anh ta rất tức giận. Một cuộc tham vấn ngắn với hội đồng của ông chỉ được yêu cầu. Các canon tuyên bố rằng một kẻ dị giáo tái phát sẽ bị đốt cháy mà không cần nghe; sự thật là khét tiếng và không có phán xét chính thức nào từ ủy ban giáo hoàng cần phải chờ đợi. Cùng ngày hôm đó, vào lúc hoàng hôn, một cây cọc được dựng lên trên một hòn đảo nhỏ trong Seine, Ile des Juifs, gần khu vườn cung điện. Ở đó, de Molay và de Charney đã dần dần bị thiêu chết, từ chối mọi lời đề nghị tha thứ để rút lại và chịu đựng sự đau khổ của họ với một sự điềm tĩnh đã mang lại cho họ danh tiếng của các vị tử đạo trong dân chúng, những người tôn kính thu thập tro cốt của họ làm di tích. 141. Cành cây, Conturent zur Geschichte der Templer, trang 20.11. 71 tuổi Raynouard, trang. 213 trận4, 233 bóng5. tuổi Wilcke, II. 236, 240. Neo Anton, Versuch, trang. 142</ref>

Sự thật là, chỉ sau chưa đầy một tháng, Giáo hoàng Clement V đã chết trong đau khổ vì một căn bệnh ghê gớm được cho là bệnh lupus, và trong tám tháng sau, Philip IV của Pháp, ở tuổi bốn mươi sáu, đã qua đời vì tai nạn trong khi săn bắn, đã làm phát sinh truyền thuyết rằng de Molay đã trích dẫn họ trước tòa án của Thiên Chúa. Những câu chuyện như vậy vẫn còn ám ảnh trong nhân dân, những người có ý thức về công lý đã bị tai tiếng bởi toàn bộ vụ việc. Ngay cả ở nước Đức xa xôi, cái chết của Philip đã được nói đến như một quả báo cho sự hủy diệt của các Hiệp sĩ và Clement được mô tả là rơi nước mắt hối hận trên giường chết vì ba tội ác lớn: đầu độc Henry VII, Hoàng đế La Mã thần thánh, và đầu độc sự hủy hoại của Templar và Beguines. Trong vòng 14 năm, ngai vàng đã nhanh chóng truyền qua những người con trai của Philip, họ đã qua đời khi tương đối trẻ và không sinh ra những người thừa kế nam. Đến năm 1328, dòng nam của triều đại nhánh chính Capet bị tuyệt tự, và ngai vàng đã truyền sang dòng phụ của em trai Philip, Nhà của Valosi.

## Vụ Tour de Nesle
Năm 1314, các cô con dâu của Philip IV, Margaret xứ Burgundy (vợ của Louis X) và Blanche xứ Bourgogne (vợ của Charles IV) bị buộc tội ngoại tình, và những người tình bị cáo buộc của họ (Phillipe Rounun và Gauthier d ' Aunay) bị tra tấn, đánh đập và bị xử tử trong vụ việc được gọi là vụ Tour de Nesle (tiếng Pháp: Affaire de la tour de Nesle). Một cô con dâu thứ ba, Joan II, Nữ bá tước xứ Burgundy (vợ của Philip V), bị buộc tội về kiến thức về các vấn đề nhưng đã được tha bổng và về quê sống phần đời còn lại an nhàn.

## Qua đời

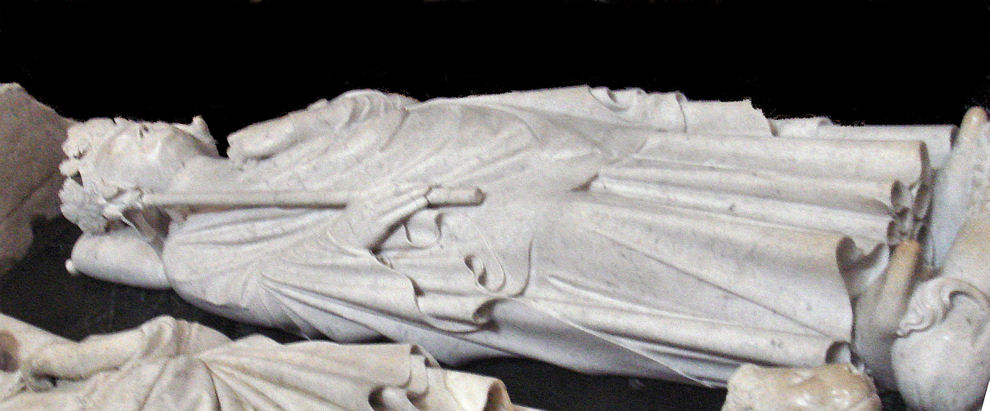
Tượng mộ của Philip IV tại Vuơng cung thánh đường St.Denis

Sự cai trị của Philip IV báo hiệu sự suy giảm quyền lực của giáo hoàng từ cơ quan gần như hoàn toàn. Cung điện của ông nằm trên Île de la Cité ngày nay được thể hiện bằng các phần còn sót lại tại Conciergerie. Ông bị đột quỵ não trong một cuộc săn lùng tại Pont-Sainte-Maxence (Rừng Halatte), và qua đời vài tuần sau đó, vào ngày 29 tháng 11 năm 1314, tại Fontainebleau, nơi ông được sinh ra. Ông được chôn cất trong Vương cung thánh đường Thánh Denis. Ông đã được con trai Louis X kế nhiệm vua Pháp cũng như Navarra, thành Louis X & I.

## Tổ tiên
| \| \| \| \| \| \| \| \| \| \| \| \| \| \| 16. Philippe II của Pháp \| \| \| \| \| \| \| \| \| \| \| \| \| \| \| \| \| \| \| \| \| \| \| \| \| \| \| \| \| \| \| \| \| \| \| \| \| \| \| \| \| \| \| \| \| \| \| \| \| \| \| \| \| \| \| \| \| \| \| \| 8. Louis VIII của Pháp \| \| \| \| \| \| \| \| \| \| \| \| \| \| \| \| \| \| \| \| \| \| \| \| \| \| \| \| \| \| \| \| \| \| \| \| \| \| \| \| \| \| \| \| \| \| \| \| \| \| \| \| \| \| \| \| \| \| \| \| \| \| \| \| \| \| \| \| \| \| \| \| 17. Isabelle của Hainaut \| \| \| \| \| \| \| \| \| \| \| \| \| \| \| \| \| \| \| \| \| \| \| \| \| \| \| \| \| \| \| \| \| \| \| \| \| \| \| \| \| \| \| \| \| \| \| \| \| \| \| \| \| \| \| \| \| \| \| \| \| \| \| \| \| \| \| \| \| \| \| \| 4. Louis IX của Pháp \| \| \| \| \| \| \| \| \| \| \| \| \| \| \| \| \| \| \| \| \| \| \| \| \| \| \| \| \| \| \| \| \| \| \| \| \| \| \| \| \| \| \| \| \| \| \| \| \| \| \| \| \| \| \| \| \| \| \| \| \| \| \| \| \| \| \| \| \| \| \| \| 18. Alfonso VIII của Castila \| \| \| \| \| \| \| \| \| \| \| \| \| \| \| \| \| \| \| \| \| \| \| \| \| \| \| \| \| \| \| \| \| \| \| \| \| \| \| \| \| \| \| \| \| \| \| \| \| \| \| \| \| \| \| \| \| \| \| \| \| \| \| \| \| \| \| \| \| \| \| \| 9. Blanca de Castilla, Vương hậu Pháp \| \| \| \| \| \| \| \| \| \| \| \| \| \| \| \| \| \| \| \| \| \| \| \| \| \| \| \| \| \| \| \| \| \| \| \| \| \| \| \| \| \| \| \| \| \| \| \| \| \| \| \| \| \| \| \| \| \| \| \| \| \| \| \| \| \| \| \| \| \| \| \| 19. Eleonor của Anh England \| \| \| \| \| \| \| \| \| \| \| \| \| \| \| \| \| \| \| \| \| \| \| \| \| \| \| \| \| \| \| \| \| \| \| \| \| \| \| \| \| \| \| \| \| \| \| \| \| \| \| \| \| \| \| \| \| \| \| \| \| \| \| \| \| \| \| \| \| \| \| \| 2. Philippe III của Pháp \| \| \| \| \| \| \| \| \| \| \| \| \| \| \| \| \| \| \| \| \| \| \| \| \| \| \| \| \| \| \| \| \| \| \| \| \| \| \| \| \| \| \| \| \| \| \| \| \| \| \| \| \| \| \| \| \| \| \| \| \| \| \| \| \| \| \| \| \| \| \| \| 20. Alfonso II của Provence \| \| \| \| \| \| \| \| \| \| \| \| \| \| \| \| \| \| \| \| \| \| \| \| \| \| \| \| \| \| \| \| \| \| \| \| \| \| \| \| \| \| \| \| \| \| \| \| \| \| \| \| \| \| \| \| \| \| \| \| \| \| \| \| \| \| \| \| \| \| \| \| 10. Ramon Berenguer IV của Provence \| \| \| \| \| \| \| \| \| \| \| \| \| \| \| \| \| \| \| \| \| \| \| \| \| \| \| \| \| \| \| \| \| \| \| \| \| \| \| \| \| \| \| \| \| \| \| \| \| \| \| \| \| \| \| \| \| \| \| \| \| \| \| \| \| \| \| \| \| \| \| \| 21. Garsende de Sabran \| \| \| \| \| \| \| \| \| \| \| \| \| \| \| \| \| \| \| \| \| \| \| \| \| \| \| \| \| \| \| \| \| \| \| \| \| \| \| \| \| \| \| \| \| \| \| \| \| \| \| \| \| \| \| \| \| \| \| \| \| \| \| \| \| \| \| \| \| \| \| \| 5. Marguerite xứ Provence \| \| \| \| \| \| \| \| \| \| \| \| \| \| \| \| \| \| \| \| \| \| \| \| \| \| \| \| \| \| \| \| \| \| \| \| \| \| \| \| \| \| \| \| \| \| \| \| \| \| \| \| \| \| \| \| \| \| \| \| \| \| \| \| \| \| \| \| \| \| \| \| 22. Thomas I của Savoy \| \| \| \| \| \| \| \| \| \| \| \| \| \| \| \| \| \| \| \| \| \| \| \| \| \| \| \| \| \| \| \| \| \| \| \| \| \| \| \| \| \| \| \| \| \| \| \| \| \| \| \| \| \| \| \| \| \| \| \| \| \| \| \| \| \| \| \| \| \| \| \| 11. Beatrice de Savoie, Bá tước phu nhân xứ Provence \| \| \| \| \| \| \| \| \| \| \| \| \| \| \| \| \| \| \| \| \| \| \| \| \| \| \| \| \| \| \| \| \| \| \| \| \| \| \| \| \| \| \| \| \| \| \| \| \| \| \| \| \| \| \| \| \| \| \| \| \| \| \| \| \| \| \| \| \| \| \| \| 23. Marguerite của Geneva \| \| \| \| \| \| \| \| \| \| \| \| \| \| \| \| \| \| \| \| \| \| \| \| \| \| \| \| \| \| \| \| \| \| \| \| \| \| \| \| \| \| \| \| \| \| \| \| \| \| \| \| \| \| \| \| \| \| \| \| \| \| \| \| \| \| \| \| \| \| \| \| 1. Philip IV của Pháp \| \| \| \| \| \| \| \| \| \| \| \| \| \| \| \| \| \| \| \| \| \| \| \| \| \| \| \| \| \| \| \| \| \| \| \| \| \| \| \| \| \| \| \| \| \| \| \| \| \| \| \| \| \| \| \| \| \| \| \| \| \| \| \| \| \| \| \| \| \| \| \| 24. Alfonso II của Aragon \| \| \| \| \| \| \| \| \| \| \| \| \| \| \| \| \| \| \| \| \| \| \| \| \| \| \| \| \| \| \| \| \| \| \| \| \| \| \| \| \| \| \| \| \| \| \| \| \| \| \| \| \| \| \| \| \| \| \| \| \| \| \| \| \| \| \| \| \| \| \| \| 12. Pedro II của Aragon \| \| \| \| \| \| \| \| \| \| \| \| \| \| \| \| \| \| \| \| \| \| \| \| \| \| \| \| \| \| \| \| \| \| \| \| \| \| \| \| \| \| \| \| \| \| \| \| \| \| \| \| \| \| \| \| \| \| \| \| \| \| \| \| \| \| \| \| \| \| \| \| 25. Sancha of Castile, Vưong hậu Aragon \| \| \| \| \| \| \| \| \| \| \| \| \| \| \| \| \| \| \| \| \| \| \| \| \| \| \| \| \| \| \| \| \| \| \| \| \| \| \| \| \| \| \| \| \| \| \| \| \| \| \| \| \| \| \| \| \| \| \| \| \| \| \| \| \| \| \| \| \| \| \| \| 6. Jaime I của Aragon \| \| \| \| \| \| \| \| \| \| \| \| \| \| \| \| \| \| \| \| \| \| \| \| \| \| \| \| \| \| \| \| \| \| \| \| \| \| \| \| \| \| \| \| \| \| \| \| \| \| \| \| \| \| \| \| \| \| \| \| \| \| \| \| \| \| \| \| \| \| \| \| 26. William VIII của Montpellier \| \| \| \| \| \| \| \| \| \| \| \| \| \| \| \| \| \| \| \| \| \| \| \| \| \| \| \| \| \| \| \| \| \| \| \| \| \| \| \| \| \| \| \| \| \| \| \| \| \| \| \| \| \| \| \| \| \| \| \| \| \| \| \| \| \| \| \| \| \| \| \| 13. Marie de Montpellier \| \| \| \| \| \| \| \| \| \| \| \| \| \| \| \| \| \| \| \| \| \| \| \| \| \| \| \| \| \| \| \| \| \| \| \| \| \| \| \| \| \| \| \| \| \| \| \| \| \| \| \| \| \| \| \| \| \| \| \| \| \| \| \| \| \| \| \| \| \| \| \| 27. Eudokia Komnene \| \| \| \| \| \| \| \| \| \| \| \| \| \| \| \| \| \| \| \| \| \| \| \| \| \| \| \| \| \| \| \| \| \| \| \| \| \| \| \| \| \| \| \| \| \| \| \| \| \| \| \| \| \| \| \| \| \| \| \| \| \| \| \| \| \| \| \| \| \| \| \| 3. Isabella xứ Aragon \| \| \| \| \| \| \| \| \| \| \| \| \| \| \| \| \| \| \| \| \| \| \| \| \| \| \| \| \| \| \| \| \| \| \| \| \| \| \| \| \| \| \| \| \| \| \| \| \| \| \| \| \| \| \| \| \| \| \| \| \| \| \| \| \| \| \| \| \| \| \| \| 28. Béla III của Hungary \| \| \| \| \| \| \| \| \| \| \| \| \| \| \| \| \| \| \| \| \| \| \| \| \| \| \| \| \| \| \| \| \| \| \| \| \| \| \| \| \| \| \| \| \| \| \| \| \| \| \| \| \| \| \| \| \| \| \| \| \| \| \| \| \| \| \| \| \| \| \| \| 14. András II của Hungary \| \| \| \| \| \| \| \| \| \| \| \| \| \| \| \| \| \| \| \| \| \| \| \| \| \| \| \| \| \| \| \| \| \| \| \| \| \| \| \| \| \| \| \| \| \| \| \| \| \| \| \| \| \| \| \| \| \| \| \| \| \| \| \| \| \| \| \| \| \| \| \| 29. Agnes của Antioch \| \| \| \| \| \| \| \| \| \| \| \| \| \| \| \| \| \| \| \| \| \| \| \| \| \| \| \| \| \| \| \| \| \| \| \| \| \| \| \| \| \| \| \| \| \| \| \| \| \| \| \| \| \| \| \| \| \| \| \| \| \| \| \| \| \| \| \| \| \| \| \| 7. Jolán của Hungary \| \| \| \| \| \| \| \| \| \| \| \| \| \| \| \| \| \| \| \| \| \| \| \| \| \| \| \| \| \| \| \| \| \| \| \| \| \| \| \| \| \| \| \| \| \| \| \| \| \| \| \| \| \| \| \| \| \| \| \| \| \| \| \| \| \| \| \| \| \| \| \| 30. Peter của of Courtenay \| \| \| \| \| \| \| \| \| \| \| \| \| \| \| \| \| \| \| \| \| \| \| \| \| \| \| \| \| \| \| \| \| \| \| \| \| \| \| \| \| \| \| \| \| \| \| \| \| \| \| \| \| \| \| \| \| \| \| \| \| \| \| \| \| \| \| \| \| \| \| \| 15. Yolanda (Violant) de Courtenay \| \| \| \| \| \| \| \| \| \| \| \| \| \| \| \| \| \| \| \| \| \| \| \| \| \| \| \| \| \| \| \| \| \| \| \| \| \| \| \| \| \| \| \| \| \| \| \| \| \| \| \| \| \| \| \| \| \| \| \| \| \| \| \| \| \| \| \| \| \| \| \| 31. Yolanda cảu Flanders \| \| \| \| \| \| \| \| \| \| \| \| \| \| \| \| \| \| \| \| \| \| \| \| \| \| \| \| \| \| \| \| \| \| \| \| \| \| \| \| \| \| \| \| \| \| \| \| \| \| \| \| |                                                      |  |  |  |  |  |  |  |  |  |  |  |                          |  |  |  |
| |                                                      |  |  |  |  |  |  |  |  |  |  |  | 16. Philippe II của Pháp |  |  |  |
| |                                                      |  |  |  |  |  |  |  |  |  |  |  |                          |  |  |  |
| |                                                      |  |  |  |  |  |  |  |  |  |  |  |                          |  |  |  |
| |                                                      |  |  |  |  |  |  |  |  |  |  |  |                          |  |  |  |
| | 8. Louis VIII của Pháp                               |  |  |  |  |  |  |  |  |  |  |  |                          |  |  |  |
| |                                                      |  |  |  |  |  |  |  |  |  |  |  |                          |  |  |  |
| |                                                      |  |  |  |  |  |  |  |  |  |  |  |                          |  |  |  |
| |                                                      |  |  |  |  |  |  |  |  |  |  |  |                          |  |  |  |
| | 17. Isabelle của Hainaut                             |  |  |  |  |  |  |  |  |  |  |  |                          |  |  |  |
| |                                                      |  |  |  |  |  |  |  |  |  |  |  |                          |  |  |  |
| |                                                      |  |  |  |  |  |  |  |  |  |  |  |                          |  |  |  |
| |                                                      |  |  |  |  |  |  |  |  |  |  |  |                          |  |  |  |
| | 4. Louis IX của Pháp                                 |  |  |  |  |  |  |  |  |  |  |  |                          |  |  |  |
| |                                                      |  |  |  |  |  |  |  |  |  |  |  |                          |  |  |  |
| |                                                      |  |  |  |  |  |  |  |  |  |  |  |                          |  |  |  |
| |                                                      |  |  |  |  |  |  |  |  |  |  |  |                          |  |  |  |
| | 18. Alfonso VIII của Castila                         |  |  |  |  |  |  |  |  |  |  |  |                          |  |  |  |
| |                                                      |  |  |  |  |  |  |  |  |  |  |  |                          |  |  |  |
| |                                                      |  |  |  |  |  |  |  |  |  |  |  |                          |  |  |  |
| |                                                      |  |  |  |  |  |  |  |  |  |  |  |                          |  |  |  |
| | 9. Blanca de Castilla, Vương hậu Pháp                |  |  |  |  |  |  |  |  |  |  |  |                          |  |  |  |
| |                                                      |  |  |  |  |  |  |  |  |  |  |  |                          |  |  |  |
| |                                                      |  |  |  |  |  |  |  |  |  |  |  |                          |  |  |  |
| |                                                      |  |  |  |  |  |  |  |  |  |  |  |                          |  |  |  |
| | 19. Eleonor của Anh England                          |  |  |  |  |  |  |  |  |  |  |  |                          |  |  |  |
| |                                                      |  |  |  |  |  |  |  |  |  |  |  |                          |  |  |  |
| |                                                      |  |  |  |  |  |  |  |  |  |  |  |                          |  |  |  |
| |                                                      |  |  |  |  |  |  |  |  |  |  |  |                          |  |  |  |
| | 2. Philippe III của Pháp                             |  |  |  |  |  |  |  |  |  |  |  |                          |  |  |  |
| |                                                      |  |  |  |  |  |  |  |  |  |  |  |                          |  |  |  |
| |                                                      |  |  |  |  |  |  |  |  |  |  |  |                          |  |  |  |
| |                                                      |  |  |  |  |  |  |  |  |  |  |  |                          |  |  |  |
| | 20. Alfonso II của Provence                          |  |  |  |  |  |  |  |  |  |  |  |                          |  |  |  |
| |                                                      |  |  |  |  |  |  |  |  |  |  |  |                          |  |  |  |
| |                                                      |  |  |  |  |  |  |  |  |  |  |  |                          |  |  |  |
| |                                                      |  |  |  |  |  |  |  |  |  |  |  |                          |  |  |  |
| | 10. Ramon Berenguer IV của Provence                  |  |  |  |  |  |  |  |  |  |  |  |                          |  |  |  |
| |                                                      |  |  |  |  |  |  |  |  |  |  |  |                          |  |  |  |
| |                                                      |  |  |  |  |  |  |  |  |  |  |  |                          |  |  |  |
| |                                                      |  |  |  |  |  |  |  |  |  |  |  |                          |  |  |  |
| | 21. Garsende de Sabran                               |  |  |  |  |  |  |  |  |  |  |  |                          |  |  |  |
| |                                                      |  |  |  |  |  |  |  |  |  |  |  |                          |  |  |  |
| |                                                      |  |  |  |  |  |  |  |  |  |  |  |                          |  |  |  |
| |                                                      |  |  |  |  |  |  |  |  |  |  |  |                          |  |  |  |
| | 5. Marguerite xứ Provence                            |  |  |  |  |  |  |  |  |  |  |  |                          |  |  |  |
| |                                                      |  |  |  |  |  |  |  |  |  |  |  |                          |  |  |  |
| |                                                      |  |  |  |  |  |  |  |  |  |  |  |                          |  |  |  |
| |                                                      |  |  |  |  |  |  |  |  |  |  |  |                          |  |  |  |
| | 22. Thomas I của Savoy                               |  |  |  |  |  |  |  |  |  |  |  |                          |  |  |  |
| |                                                      |  |  |  |  |  |  |  |  |  |  |  |                          |  |  |  |
| |                                                      |  |  |  |  |  |  |  |  |  |  |  |                          |  |  |  |
| |                                                      |  |  |  |  |  |  |  |  |  |  |  |                          |  |  |  |
| | 11. Beatrice de Savoie, Bá tước phu nhân xứ Provence |  |  |  |  |  |  |  |  |  |  |  |                          |  |  |  |
| |                                                      |  |  |  |  |  |  |  |  |  |  |  |                          |  |  |  |
| |                                                      |  |  |  |  |  |  |  |  |  |  |  |                          |  |  |  |
| |                                                      |  |  |  |  |  |  |  |  |  |  |  |                          |  |  |  |
| | 23. Marguerite của Geneva                            |  |  |  |  |  |  |  |  |  |  |  |                          |  |  |  |
| |                                                      |  |  |  |  |  |  |  |  |  |  |  |                          |  |  |  |
| |                                                      |  |  |  |  |  |  |  |  |  |  |  |                          |  |  |  |
| |                                                      |  |  |  |  |  |  |  |  |  |  |  |                          |  |  |  |
| | 1. Philip IV của Pháp                                |  |  |  |  |  |  |  |  |  |  |  |                          |  |  |  |
| |                                                      |  |  |  |  |  |  |  |  |  |  |  |                          |  |  |  |
| |                                                      |  |  |  |  |  |  |  |  |  |  |  |                          |  |  |  |
| |                                                      |  |  |  |  |  |  |  |  |  |  |  |                          |  |  |  |
| | 24. Alfonso II của Aragon                            |  |  |  |  |  |  |  |  |  |  |  |                          |  |  |  |
| |                                                      |  |  |  |  |  |  |  |  |  |  |  |                          |  |  |  |
| |                                                      |  |  |  |  |  |  |  |  |  |  |  |                          |  |  |  |
| |                                                      |  |  |  |  |  |  |  |  |  |  |  |                          |  |  |  |
| | 12. Pedro II của Aragon                              |  |  |  |  |  |  |  |  |  |  |  |                          |  |  |  |
| |                                                      |  |  |  |  |  |  |  |  |  |  |  |                          |  |  |  |
| |                                                      |  |  |  |  |  |  |  |  |  |  |  |                          |  |  |  |
| |                                                      |  |  |  |  |  |  |  |  |  |  |  |                          |  |  |  |
| | 25. Sancha of Castile, Vưong hậu Aragon              |  |  |  |  |  |  |  |  |  |  |  |                          |  |  |  |
| |                                                      |  |  |  |  |  |  |  |  |  |  |  |                          |  |  |  |
| |                                                      |  |  |  |  |  |  |  |  |  |  |  |                          |  |  |  |
| |                                                      |  |  |  |  |  |  |  |  |  |  |  |                          |  |  |  |
| | 6. Jaime I của Aragon                                |  |  |  |  |  |  |  |  |  |  |  |                          |  |  |  |
| |                                                      |  |  |  |  |  |  |  |  |  |  |  |                          |  |  |  |
| |                                                      |  |  |  |  |  |  |  |  |  |  |  |                          |  |  |  |
| |                                                      |  |  |  |  |  |  |  |  |  |  |  |                          |  |  |  |
| | 26. William VIII của Montpellier                     |  |  |  |  |  |  |  |  |  |  |  |                          |  |  |  |
| |                                                      |  |  |  |  |  |  |  |  |  |  |  |                          |  |  |  |
| |                                                      |  |  |  |  |  |  |  |  |  |  |  |                          |  |  |  |
| |                                                      |  |  |  |  |  |  |  |  |  |  |  |                          |  |  |  |
| | 13. Marie de Montpellier                             |  |  |  |  |  |  |  |  |  |  |  |                          |  |  |  |
| |                                                      |  |  |  |  |  |  |  |  |  |  |  |                          |  |  |  |
| |                                                      |  |  |  |  |  |  |  |  |  |  |  |                          |  |  |  |
| |                                                      |  |  |  |  |  |  |  |  |  |  |  |                          |  |  |  |
| | 27. Eudokia Komnene                                  |  |  |  |  |  |  |  |  |  |  |  |                          |  |  |  |
| |                                                      |  |  |  |  |  |  |  |  |  |  |  |                          |  |  |  |
| |                                                      |  |  |  |  |  |  |  |  |  |  |  |                          |  |  |  |
| |                                                      |  |  |  |  |  |  |  |  |  |  |  |                          |  |  |  |
| | 3. Isabella xứ Aragon                                |  |  |  |  |  |  |  |  |  |  |  |                          |  |  |  |
| |                                                      |  |  |  |  |  |  |  |  |  |  |  |                          |  |  |  |
| |                                                      |  |  |  |  |  |  |  |  |  |  |  |                          |  |  |  |
| |                                                      |  |  |  |  |  |  |  |  |  |  |  |                          |  |  |  |
| | 28. Béla III của Hungary                             |  |  |  |  |  |  |  |  |  |  |  |                          |  |  |  |
| |                                                      |  |  |  |  |  |  |  |  |  |  |  |                          |  |  |  |
| |                                                      |  |  |  |  |  |  |  |  |  |  |  |                          |  |  |  |
| |                                                      |  |  |  |  |  |  |  |  |  |  |  |                          |  |  |  |
| | 14. András II của Hungary                            |  |  |  |  |  |  |  |  |  |  |  |                          |  |  |  |
| |                                                      |  |  |  |  |  |  |  |  |  |  |  |                          |  |  |  |
| |                                                      |  |  |  |  |  |  |  |  |  |  |  |                          |  |  |  |
| |                                                      |  |  |  |  |  |  |  |  |  |  |  |                          |  |  |  |
| | 29. Agnes của Antioch                                |  |  |  |  |  |  |  |  |  |  |  |                          |  |  |  |
| |                                                      |  |  |  |  |  |  |  |  |  |  |  |                          |  |  |  |
| |                                                      |  |  |  |  |  |  |  |  |  |  |  |                          |  |  |  |
| |                                                      |  |  |  |  |  |  |  |  |  |  |  |                          |  |  |  |
| | 7. Jolán của Hungary                                 |  |  |  |  |  |  |  |  |  |  |  |                          |  |  |  |
| |                                                      |  |  |  |  |  |  |  |  |  |  |  |                          |  |  |  |
| |                                                      |  |  |  |  |  |  |  |  |  |  |  |                          |  |  |  |
| |                                                      |  |  |  |  |  |  |  |  |  |  |  |                          |  |  |  |
| | 30. Peter của of Courtenay                           |  |  |  |  |  |  |  |  |  |  |  |                          |  |  |  |
| |                                                      |  |  |  |  |  |  |  |  |  |  |  |                          |  |  |  |
| |                                                      |  |  |  |  |  |  |  |  |  |  |  |                          |  |  |  |
| |                                                      |  |  |  |  |  |  |  |  |  |  |  |                          |  |  |  |
| | 15. Yolanda (Violant) de Courtenay                   |  |  |  |  |  |  |  |  |  |  |  |                          |  |  |  |
| |                                                      |  |  |  |  |  |  |  |  |  |  |  |                          |  |  |  |
| |                                                      |  |  |  |  |  |  |  |  |  |  |  |                          |  |  |  |
| |                                                      |  |  |  |  |  |  |  |  |  |  |  |                          |  |  |  |
| | 31. Yolanda cảu Flanders                             |  |  |  |  |  |  |  |  |  |  |  |                          |  |  |  |
| |                                                      |  |  |  |  |  |  |  |  |  |  |  |                          |  |  |  |
| |                                                      |  |  |  |  |  |  |  |  |  |  |  |                          |  |  |  |

## Con cái
Juana chỉ kết hôn với Philip trong suốt cuộc đời và có bảy người con với ông. Tuy vậy chỉ 4 người con sống đến tuổi trưởng thành và cả bốn người đều được làm vua hoặc vương hậu. Con gái bà, Isabelle đã trở thành tổ tiên của những vị vua Anh sau này, nhưng cũng trở thành ngọn nguồn của cuộc Chiến tranh trăm năm tàn khốc:
1. Margaret (1288 – 1294) chết yểu.
2. Louis X của Pháp, Vua Luis I của Navarra từ 1305, vua của Pháp từ 1314 (tháng 10 năm 1289 - 5 tháng 6 năm 1316).Tchéky Karyo
3. Blanche (1290 – 1294)
4. Philip V của Pháp và Navarra (với tư cách Felipe II) (1292/93 - 3 tháng 1 năm 1322).
5. Charles IV của Pháp và Navarra (với tư cách Carlos I) (khoảng 1294 - 1 tháng 2 năm 1328).
6. Isabelle (khoảng 1295 - 23 tháng 8 năm 1358), kết hôn với Edward II của Anh.

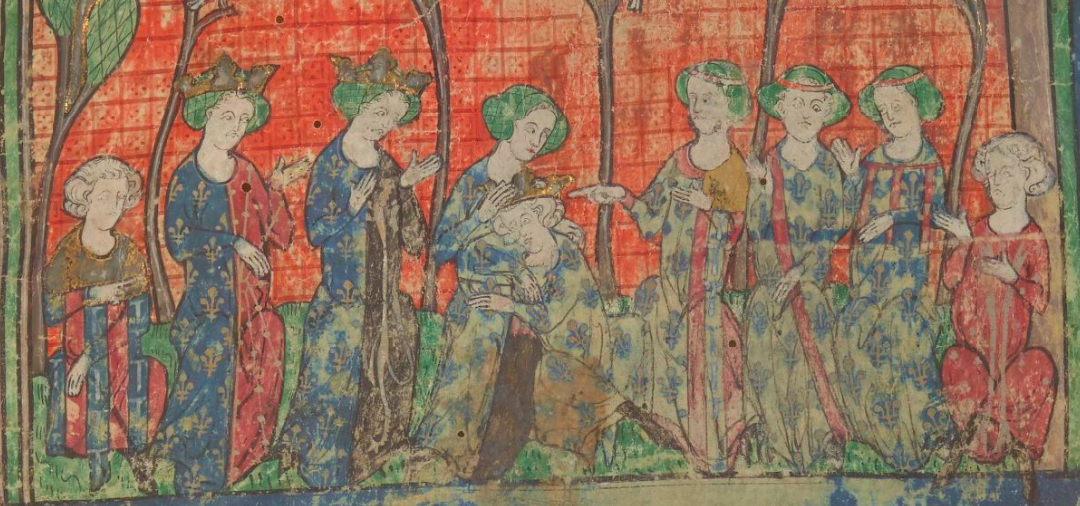
Gia đình của Philip IV.

7. Robert (1297 - tháng 7 năm 1308)

## Trong tiểu thuyết, văn hóa quần chúng
Dante Alighieri thường nhắc đến Philip trong La Divina Commedia, không bao giờ bằng tên mà là "mal di Francia" (bệnh dịch của Pháp).
Philip là nhân vật chính trong Le Roi de fer (Vua sắt), tiểu thuyết đầu tiên năm 1955 trong Les Rois maudits (The Accursed Kings), một bộ tiểu thuyết lịch sử Pháp của Maurice Druon. Ông đã được Georges Marchal miêu tả trong bộ phim Miniseries năm 1972 của Pháp, và trong phiên bản năm 2005.
Trong loạt phim truyền hình năm 2017 Knightfall, Philip được thể hiện bởi Ed Stoppard.